# گلوله‌ها بر فراز برادوی
گلوله‌ها بر فراز برادوی (به انگلیسی: Bullets Over Broadway) فیلمی در ژانر کمدی، جنایی و عاشقانه به کارگردانی وودی آلن محصول سال ۱۹۹۴ است.